# George Don
George Don (29 d'abril de 1798 – 25 de febrer de 1856) fou un botànic escocès.
George Don nasqué a Doo Hillock, Forfar, Angus, Escòcia. El seu pare, que també es deia George Don, fou Superintendent del Royal Botanic Garden Edinburgh el 1802. George era el germà gran de David Don, també botànic. El jove George Don, l'any 1821 va ser enviat al Brasil, el Carib i Sierra Leone per a recollir espècimens per a la Royal Horticultural Society.
La principal obra de Don són els quatre volums de A General System of Gardening and Botany, publicats entre 1832 i 1838 (sovint citats com Gen. Hist., una abreviació del seu t'tol alternatiu: A General History of the Dichlamydeous Plants). Revisà el primer suplement a l'obra de Loudon Encyclopaedia of Plants, i proporcionà a la Linneana els arranjaments de l'obra de Loudon Hortus Britannicus. També va escriure una monografia del gènere Allium i de Combretum. Morí a Kensington, Londres.
Entre les espècies de plantes a les que Don va donar nom es troben:
- Acacia cyclops G.Don
Coastal Wattle
- Acacia deltoidea G.Don
- Acacia holosericea G.Don
Candelbra Wattle
- Acacia podalyriifolia G.Don
- Acacia rigens G.Don
Nealie
- Catharanthus roseus (L.) G.Don
Pink Periwinkle
- Daviesia physodes G.Don
- Isotoma scapigera (R.Br.) G.Don
Long-scaped Isotome
- Lagunaria patersonia (Andrews) G.Don
- Ludwigia hyssopifolia (G.Don) Exell
- Modiola caroliniana (L.) G.Don
- Sagina maritima G.Don
- Sphenotoma squarrosum (R.Br.) G.Don
- Swainsona formosa (G.Don) Joy Thomps.
- Viola pedatifida G.Don
Prairie violet